# Millennium Tower (San Francisco)
Der Millennium Tower in San Francisco (USA) ist ein 58-stöckiges Wohnhochhaus mit Luxusapartments und Penthouse-Einheiten. Es wurde am 23. April 2009 für die Bewohnung eröffnet. Das Gebäude befindet sich an der 301 Mission Street im Financial District auf Land, das dem Meer abgerungen wurde. Der Standort wird durch die Fremont Street, Beale Street und das am nördlichen Ende gelegene Transbay Terminal begrenzt (Adresse: 301 Mission Street, San Francisco, CA 94105, United States). Mit einer Höhe von 196,60 Meter ist der Millennium Tower das sechsthöchste Gebäude in San Francisco und nach 181 Fremont das zweithöchste Wohngebäude der Stadt (Stand: Januar 2020). 2016 wurde bekannt, dass sich das Gebäude stärker absenkt als angenommen und sich dadurch leicht neigt, siehe Absatz Schäden durch Absenkung.

## Bau
Die New Yorker Bauunternehmung Millennium Partners machte den Vorschlag, einen neuen Turm in der Innenstadt von San Francisco zu bauen. Mit 197 Meter wäre es zu dem Zeitpunkt das vierthöchste Gebäude der Stadt gewesen, nach der Transamerica Pyramid (260 m), dem Bank of America Center (237,4 m) und dem California Center (212 m). Ein erster Entwurf sah den Bau zweier Türme vor, die ein sechsstöckiges Podium miteinander verbunden hätte. Im Jahr 2003 wurde dieser Entwurf verworfen und durch den aktuellen Bauplan ersetzt. Nach Erteilung der Baugenehmigung wurde im August 2005 mit dem Abriss des sich noch auf dem Bauplatz befindlichen Gebäudes (Walter N. Moore Dry Goods Warehouse) begonnen. Die Errichtung des Bauprojekts erfolgte an einem Ort, der von drei vorhandenen Gebäuden mit zwei bis sechs Etagen begrenzt wird. Der Bauplatz enthielt auch eine freie Parzelle, auf der zuvor ein Bürogebäude stand, das nach der Beschädigung durch das Loma-Prieta-Erdbeben von 1989 abgerissen wurde.
Der Entwurf sah ursprünglich unter dem Wohnturm eine Tiefgarage auf vier Ebenen vor, die im Verlauf der Planung unter ein Nebengebäude verlegt wurde, wodurch das Ausheben der Fundamente getrennt und in zwei Phasen erfolgen konnte. Der Baubeginn des Turmes, der längste Bauabschnitt des Projekts, konnte somit vorverlegt werden, was die gesamte Bauzeit um acht Monate verkürzte und sechs Millionen US-Dollar einsparte.
Größe und Lage des Wohnturmes erforderten ein massives Fundamentsystem mit einer 3,30 Meter dicken Pfahlkopfplatte und einer ein Meter dicken Kernwand. Zusätzlich wurden spezielle Querverstrebungen eingebaut, um den Turm gegen Schwingungen zu stabilisieren und ein vorhandenes Gebäude auf der Südseite des Wohnturmes zu stützen.
Der 58-stöckige Wohnturm wurde als Betonstruktur in postmodernem Stil errichtet. Die Fassade ist mit reflektierendem blau eingefärbten Glas verkleidet, welches durch das Tageslicht beeinflusst, verschiedene Lichtreflexe erzeugt. Ein 13 Meter hohes, zweistöckiges Glas-Atrium bildet die Verbindung zu einem separaten zwölfstöckigen Wohngebäude, unter dem sich auch die Tiefgarage befindet.

## Schäden durch Absenkung
2016 wurde bekannt, dass sich das Gebäude bereits um ca. 40 cm abgesenkt hatte, während für die gesamte Lebensdauer eine Gesamtabsenkung von lediglich ca. 10 cm angenommen worden war. Zudem erfolgt die Setzung nicht gleichmäßig, sondern verursacht eine Neigung nach Nordwesten. Nach Ansicht der Eigentümer ist die in unmittelbarer Nachbarschaft ausgeschachtete Baugrube des Nahverkehrsbahnhofs Transbay Transit Center dafür verantwortlich. Dessen Bauherren wiederum vertreten die Ansicht, dass die Bohrpfahlgründung des Millennium Towers nicht tief genug ausgeführt wurde, um auf dem sandigen Baugrund ausreichend Standsicherheit zu erzielen. Gerichtsverfahren mit etwa 400 Beteiligten endeten mit einem gerichtlichen Vergleich, in dem eine nachträgliche Abstützung der am tiefsten gesunkenen Ecke vorgesehen ist. Die Bauarbeiten begannen Anfang 2021 und wurden im August 2021 gestoppt, weil die Bauarbeiten dazu führten, dass das Gebäude schneller sank.
Im Januar 2022 betrug die Absenkung 45 cm und das Gebäude ist 66 cm zur Nordwestseite geneigt. Es wird prognostiziert, dass sich der Turm ohne wirksame Gegenmaßnahmen pro Jahr um weitere 8 cm neigt.

## Baukomplex

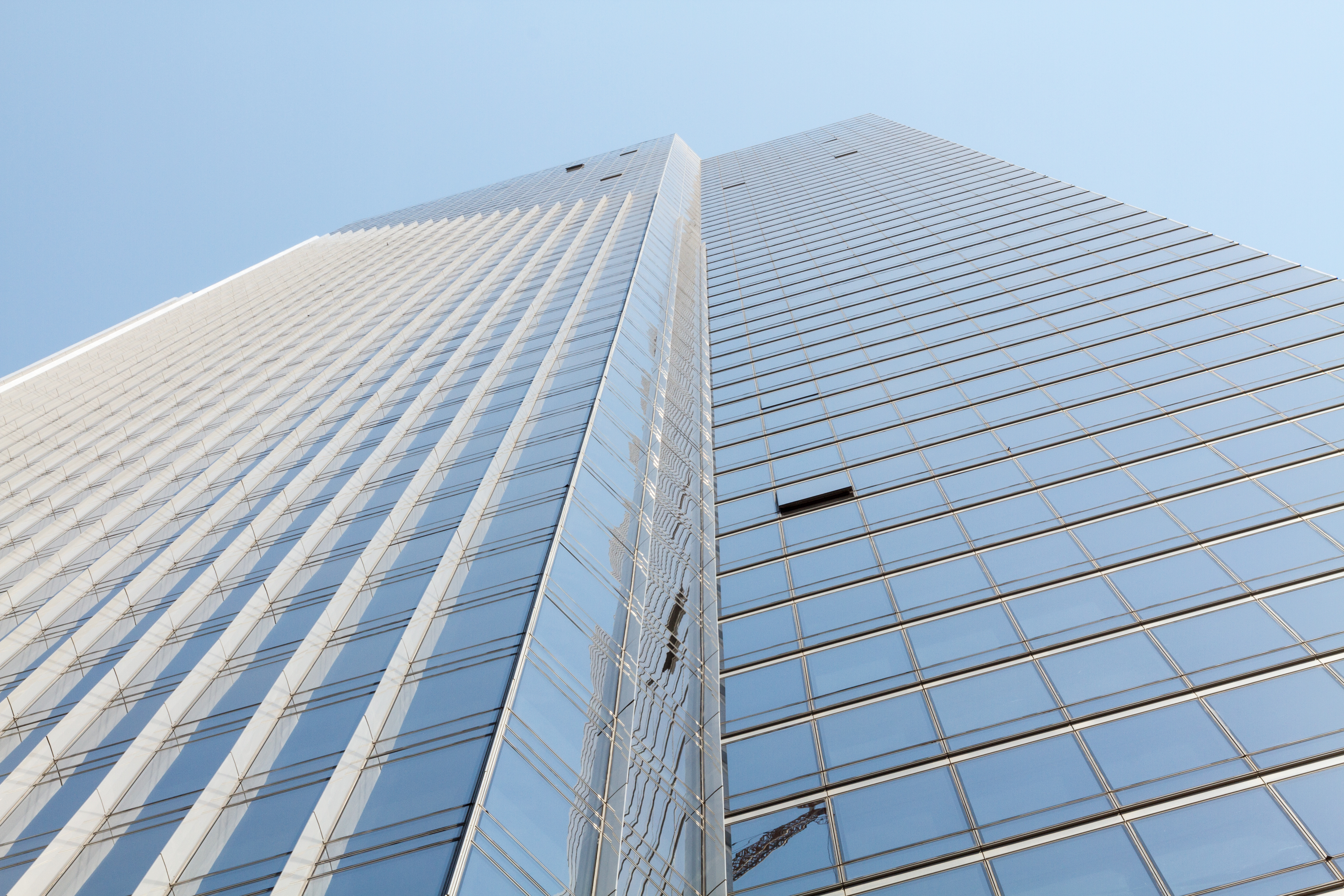
Der Millennium Tower im August 2016

Der Millennium Tower Komplex kostete 350 Millionen US-Dollar und beinhaltet den 58-stöckigen Wohnturm mit 366 Wohneinheiten und einer Nutzfläche von 1300 Quadratmeter pro Stockwerk. Das zweistöckige Glas-Atrium mit Swimming Pool verbindet den Wohnturm mit dem separaten 12 stöckigen Wohngebäude mit 53 Wohneinheiten und der Tiefgarage mit 355 Parkplätzen. Der Komplex verfügt über 14 Aufzuganlagen für die unterschiedlichen Wohnbereiche. Der gesamte Komplex hat eine Nutzfläche von etwa 111.500 Quadratmeter und wurde von Millennium Partners in New York City geplant, von dem Büro Handel Architects entworfen und von DeSimone Consulting Engineers entwickelt.
Die insgesamt 419 Wohneinheiten sind als Luxusapartments ausgebaut. In dem separaten Wohngebäude stehen vom vierten Stockwerk bis zum 11. Stockwerk jeweils sechs Apartments pro Stockwerk mit einer Nutzfläche von je 150 Quadratmeter unter der Bezeichnung „City Residences“ zur Verfügung. Diese Bezeichnung beschreibt einen gewissen Luxusstandard der Apartments, die nächste Ausstattungsstufe wird als „Residences“ und eine weitere als „Grand Residences“ bezeichnet. Im Millennium Tower stehen je nach Stockwerk neun, sechs oder vier Apartments pro Stockwerk zur Verfügung. Vom dritten bis zum 25. Stockwerk befinden sich die Apartments der “Residences” Ausstattung und vom 26. Stockwerk bis zum 58. Stockwerk die der „Grand Residences“. Auf dem 59. und 60. Stockwerk befinden sich die Penthouse-Einheiten. Aus abergläubischen Gründen fehlen im Gebäude das 13. und 44. Stockwerk.
Eine 516 Quadratmeter große Penthouse-Einheit wurde für 10,2 Millionen US-Dollar verkauft. Die Apartments wurden in der Preisklasse von 626.000 US-Dollar bis zu 2,6 Millionen US-Dollar verkauft. Der Durchschnittspreis pro Luxusapartment im Millennium Tower lag bei 1,5 Millionen US-Dollar.